# Снов (РЛС)
«Снов» — оглядова автоматизована радіолокаційна станція на базі цифрової антенної решітки, створена українським підприємством «Укрспецтехніка».
Призначена для ведення радіолокаційної розвідки та видачі радіолокаційної інформації про повітряні об'єкти. А саме — для виявлення малорозмірних повітряних цілей на малих висотах з малою ефективною площею розсіювання (літаки, БПЛА, дельтаплани, тощо).
Пройшла державні випробування в лютому 2022 року.

## Характеристики
Управління станцією здійснюється дистанційно.
Здатна виявляти малорозмірні цілі на відстані до 50 км на висотах від 20 до 5000 метрів.
Радар може працювати й видавати інформацію в автоматизованому режимі й встановлюватися як стаціонарно (на позиції), так і на автомобілі або причепі.

## Тактико-технічні характеристики
Виробником заявлені такі тактико-технічні характеристики:
- Частотний діапазон: L-діапазон
- Дальність виявлення: до 50 км
- Огляд за кутом місця: -10°…+30°
- Огляд за азимутом: 0°…360°
- Висота виявлення: 20…5000 м
- Період огляду зони виявлення: 2…5 с